# Ројалтон (Пенсилванија)
Ројалтон (енгл. Royalton) град је у америчкој савезној држави Пенсилванија.

## Демографија
По попису из 2010. године број становника је 907, што је 56 (-5,8%) становника мање него 2000. године.
| Група             | 2000.       | 2010.       |
| Белци             | 912 (94,7%) | 795 (87,7%) |
| Афроамериканци    | 5 (0,5%)    | 27 (3,0%)   |
| Азијати           | 13 (1,3%)   | 2 (0,2%)    |
| Хиспаноамериканци | 24 (2,5%)   | 39 (4,3%)   |
| Укупно            | 963         | 907         |